# Laosaurus
Laosaurus (que significa "pedra ou lagarto fóssil ") é um tipo de dinossauro neornithischiano.

## História e taxonomia

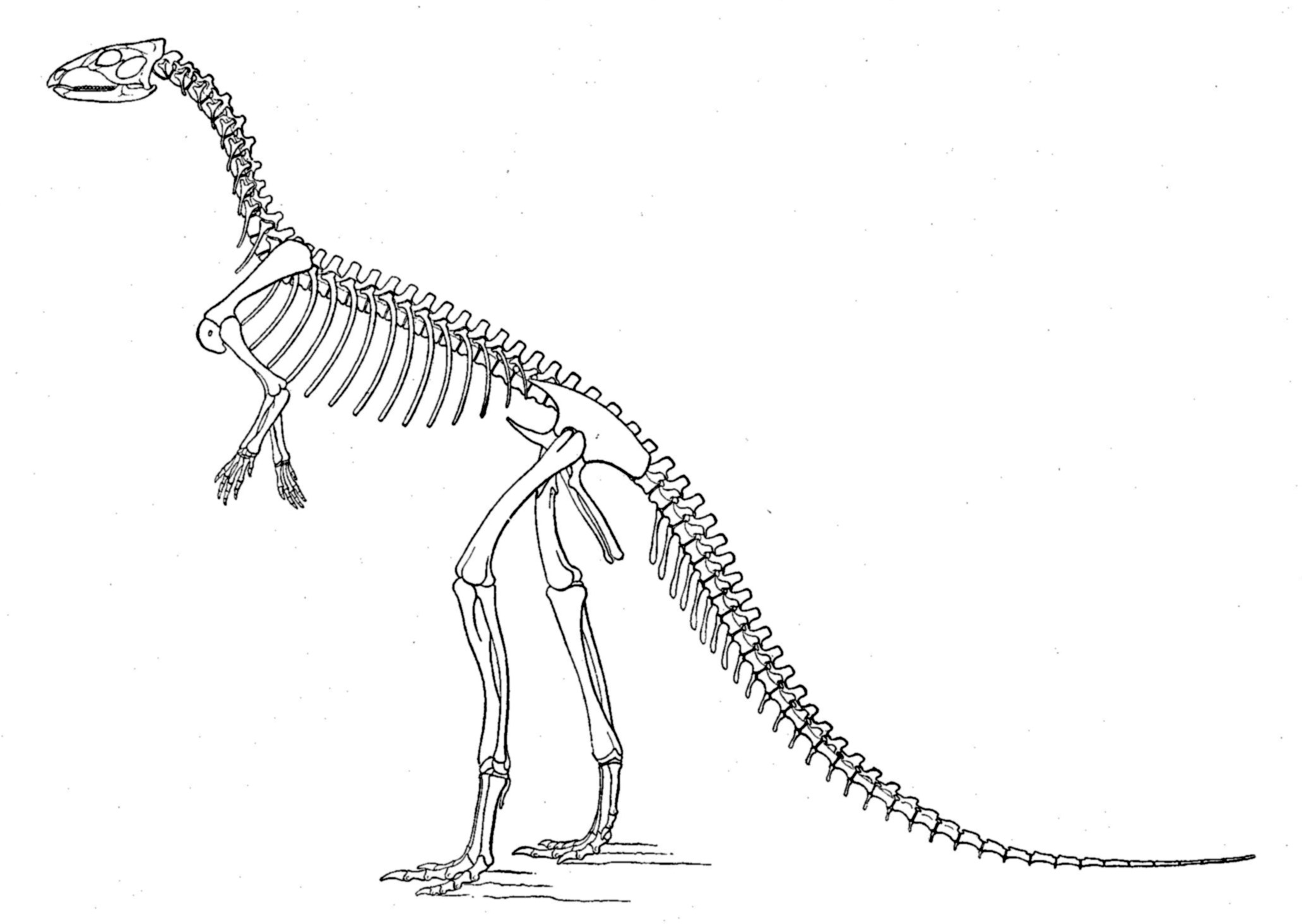
Reconstrução esquelética de um Laosaurus, O. C. Marsh. 1896

Marsh (1878a) batizou seu novo gênero baseado em vértebras (YPM 1874) descoberto por Samuel Wendell Williston em Como Bluff, Wyoming, com base em rochas da Formação Morrison. O material do tipo inclui nove vertebras de cauda parcial e duas completas, que ele concluiu que veio de um animal do tamanho de uma raposa.